# سیف‌آباد (کازرون)
سیف آباد، روستایی است از توابع شهرستان کازرون استان فارس هست ، مردم این روستا اغلب از ایل اولادمیرزالی هستند و پسوند سیف آبادی یکی از پسوند های رایج مردم این منطقه هست .

## جمعیت
این روستا در سرشماری سال ۱۳۹۵، دارای ۱۷۵۶ نفر جمعیت و ۴۵۷ خانوار بوده‌است.